# Richard Ford
Richard Carrel Ford (Jackson, Mississipi, EUA, 16 de febrer de 1944) és un escriptor estatunidenc.

## Biografia

### Família i primers anys
Fill de Parker Carrel, venedor ambulant de midó, que va morir quan Ford tenia 16 anys i Edna Ford. El seu avi, Ben Shelley era el director de l'hotel Marion a Little Rock. Ford de petit passava molts estius a l'hotel i recorda que les estades li van permetre entrar en el món adult, i que les observacions de les relacions entre homes i dones van il·luminar posteriorment part de la seva obra literària.
Ford patia un cert grau de dislèxia fet que sembla el va ajudar a potenciar l'interès per la literatura.
De jove va treballar com a salvavides al "Little Rock Country Club" i en el ferrocarril d'Arkansas com a ajudant de maquinista. Es va enrolar en els "marines" però el van llicenciar per culpa d'una hepatitis.
Va estudiar a la Davis Elemental School de Jackson. L'any 1966 va rebre el títol de Llicenciat en Literatura (BA) per la Michigan State University i el 1970 el MFA a la Universitat de Califòrnia. Després d'una curta estada a la Facultat de Dret, va començar a escriure ficció i va tornar a Little Rock per treballar com a professor adjunt al "Central High Scool" a Flint, Michigan.
Amb 23 anys, el 28 de març de 1968 es va casar amb Kristina, una antiga companya d'escola. Kristina és llicenciada en Filosofia i professora a la New York University. Actualment el matrimoni, que no té fills, viu al barri francès de New Orleans.

### Carrera Literària
El 1976 va publicar la seva primera novel·la "A Piece of my Heart " i el 1981 "The Ultimate Good Luck". Les vendes precàries van fer que deixes la ficció i es va posar a treballar com a periodista esportiu del New York Magazine Inside Sports, però el 1982 el van acomiadar i va tornar a la literatura amb "The sportswiter" amb el protagonista Frank Bascombe, que va ser citada per la revista Time com una de les cinc millors novel·les de l'any 1986 i finalista del premi PEN/Faulkner.
El mes de juny del 2024 Richard Ford va visitar Barcelona per presentar la traducció al castellà del seu darrer llibre "Be Mine". La novel·la, probablement la darrera de la saga protagonitzada per Frank Bascombe, on fa balanç de la seva vida: entre els seus dos divorcis, diversos episodis accidentats i l’experiència propera de la malaltia i la mort, Frank intenta trobar-hi espurnes esparses de felicitat. La presentació es va celebrar al CCCB en un format de conversa amb Pere Antoni Pons.

### Professor
A banda de la seva activitat periodística i literària Ford ha desenvolupat una amplia activitat acadèmica com a professor:
- Universitat de Princeton (1980-1981)[8]
- Universitat Harvard (1994)[8]
- Professor a Bowdin College (2005)[3]
- Professor adjunt a "Oscar Wilde Centre" del Trinity College de Dublín, ensenyant escriptura creativa (2008)[3]
- Professor de ficció a la Universitat de Mississipi (2011)[3]
- Columbia University School of Arts (2012)[5]

## Premis[5]
- 1987: American Academy of Arts and Letters for Literature[2]
- 1995: Pulitzer Prize for Fiction
- 1996: Pen/Faulkner Award for Fiction[2]
- 1994: Rea Award for the Short Story[2]
- 2013: Prix Femina Etranger i Andrew Carnegie Medal for Excellenceper "Canada"
- 2016: Premi Princesa d'Astúries de les lletres[9]
- 2019: Premi de la Biblioteca del Congrés per ficció americana

## Obres
- 1976: A Piece of My Heart
- 1981: The Ultimate Good Luck
- 1983: American Tropical[4]
- 1986: The sportwriter (Traducció al català : "El Cronista d'esports"', Ed. Columna, 1990)[8]
- 1987: Rock Springs
- 1990: Wildlife, amb una adaptació al cinema dirigida per Paul Dano (2018) i protagonitzada per Carey Mulligan, i Jake Gyllenhaal.
- 1991: Bright Angel[4]
- 1992: Editor[4]
- 1995: Independence Day
- 1997: Women with Men (Traducció al català: "Dones amb homes", Ed. Empúries, 1999)[8]
- 1998: My Mother in Memory
- 2002: A Multitude of Sins
- 2006: The Lay of the Land (Traducció al català: "Acció de Gràcies", Ed. Empúries, 2008)[8]
- 2012: Canada[4] (Traducció al català: "Canadà", Ed. Empúries, 2013)[8]
- 2015: Let Me Be Frank With You (Traducció al català: "Francament, Frank", Ed. Empúries, 2015)[8]
- 2017: Between Them: Remembering My Parents (Traducció al català: "Entre ells dos: record dels meus pares", Ed. Empúries, 2018)
- 2023: Be Mine. Traduïda al castellà per Damià Alou[6]

També ha fet la compilació de contes d'autors estatunidencs:
- 1990: American Short Stories
- 1992: The Granta Book of the American Short Story